# Hüsing
Als Hüsing oder auch Hüsing-Gut wird ein Garn bezeichnet, das normalerweise aus Hanf hergestellt und oft bereits mit Wurzelteer getränkt ist. Hüsing wird vor allem auf traditionell getakelten Schiffen eingesetzt. Er dient vor allem dem Annähen von Segeln (je nach Segel an Stagen, Mastringen oder Jackstag) und dem Bekleeden (Umkleiden) eines zu schützenden Objekts; bekleedet wird in der Regel das stehende Gut auf größeren Segelschiffen, aber auch Spleiße im Tauwerk oder feste Objekte wie ein Rackring. Hüsing kann aber auch für andere feinere Tauwerksarbeit benutzt werden, als Kneifbändsel, zum Vernähen von Tampen usw.